# 全日本高等学校ゼロハンカー大会

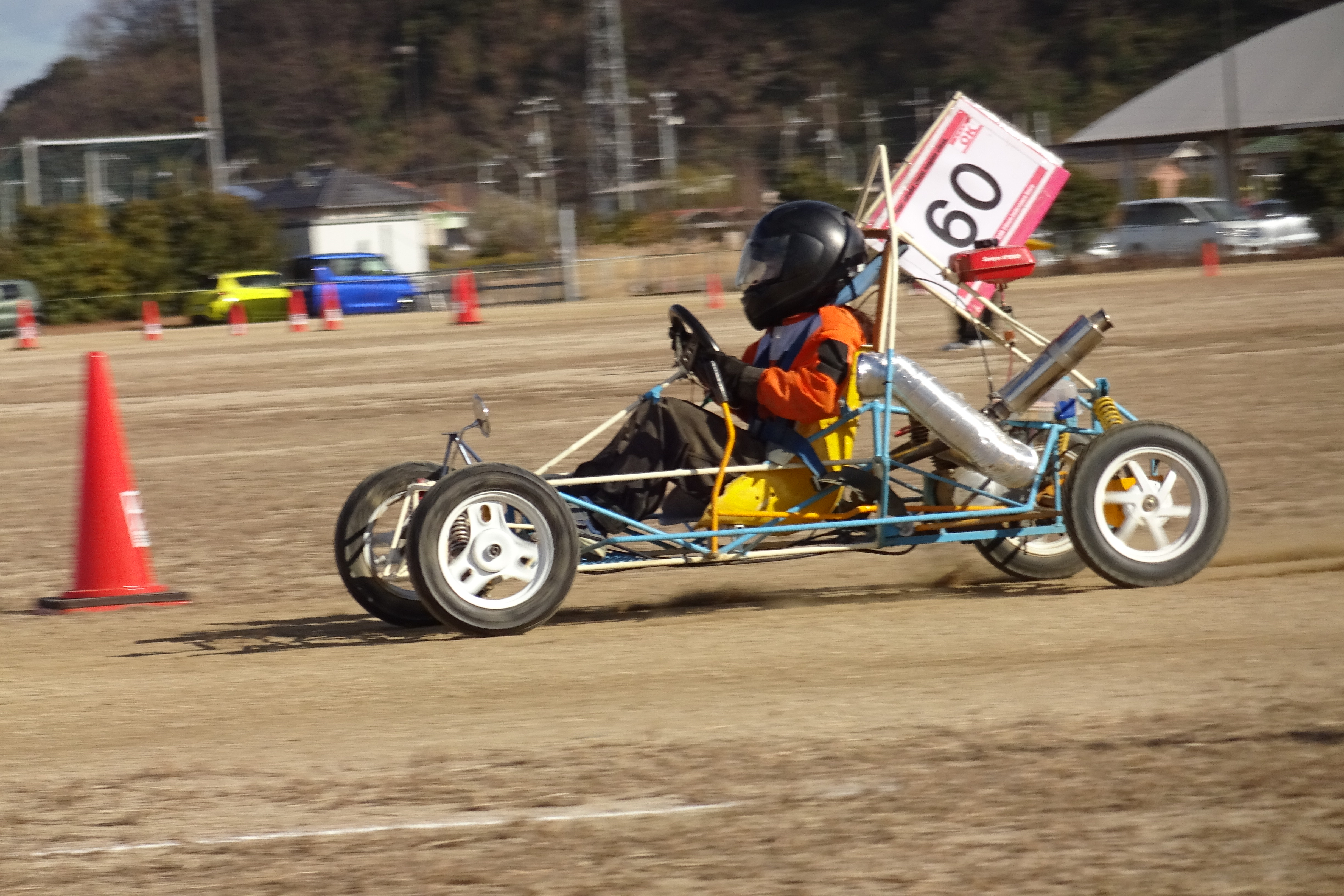
2021年 ゼッケン60番 山陽Speed 2号

全日本高等学校ゼロハンカー大会（ぜんにほんこうとうがっこうゼロハンカーたいかい）は、50ccのエンジンを搭載した自作のバギーカーを用いる、高校生を対象とした日本の自動車競技大会。

## 概要
広く平らなグラウンドを使用するオフロードレースで、毎年多くの高校が自作したマシンを持ち込んで走っている。2023年には第21回目の開催となり、日本のモータースポーツの中でも長い部類といえる。
50ccというレギュレーションの通り、バイクのパーツをふんだんに使用したバギーカーとなる。

## 競技規則
本大会の参加者は、本規定を理解した上で、これを遵守することに同意したものとする。
※参加台数の関係により、競技内容の一部を変更する場合がございますので、ご了承ください。
1.競技方法
（1）一次予選「ドラッグレース」
　ゼッケン番号順に2台ずつ、指定された直線を走行し、タイム計測を行う。そのときのラップタイムを、二次予選以降の組み合わせの基準とする。
　完走できなかった場合は、二次予選組み合わせで最下位とする。（複数いる場合はじゃんけんにて順位決めを行う）
（2）二次予選　及び　敗者復活戦「周回レース」2周レース（予定）
　所定のコースを2周し、その時の着順にて成績を決定する。
　チェッカーフラッグが振られて、2分以内にゴールラインを通過しなければリタイヤとする。
（3）三次予選「周回レース」2週レース（予定）
　所定のコースを2周し、その時の着順にて成績を決定する。
　チェッカーフラッグが振られて、2分以内にゴールラインを通過しなければリタイヤとする。
（4）決勝「24分間耐久レース」ピットイン有り
　所定のコースを24分間走行し、チェッカーフラッグが振られて3分以内にゴールラインを通過する。その時の周回数（周回数が同じなら先にチェッカーフラッグを受けたほう）にて成績を決定する。
　また、3分以内にチェッカーを受けなければリタイヤとする
　１　スタート方法「ローリングスタート」
　スタートは、先導者に続いてコースを1周（フォーメーションラップ）し、先頭車両がスタートラインを通過した時より24分間の計測を開始する。このフォーメーションラップ中は前の車両を追い越しや、著しく隊列を乱してはいけない。
　また、スタートできない場合や、オープニングラップ途中で前との間隔が10m以上開いた場合は大きく手を振って合図し、後続車の妨げにならないようにコースを譲ること。
　著しく隊列を乱す行為があった場合は、「再スタート」とし、行為があった車両は最後尾に着くこと。
　２　ピットストップ「30秒間」
　決勝レース中、燃料補給や整備の有無にかかわらず、1回以上ピットインし、30秒間以上ピット前で車両を停止させること。ピットレーン（コース～ピット間）は必ずエンジンを停止した状態で、押して移動すること。この時は、ピットクルーが車両を押すこと。
　コースインする場合は、エンジン始動位置まで車両を押して移動し、エンジン始動後、オフィシャルの指示（グリーンフラッグ）に従い、コースインすること。
　ピットインが一度もなかった場合は、周回数10週減のペナルティとする。
　3　ゴール
　スタートより24分間経過後にゴールラインを通過し、チェッカーフラッグを受けた車両は、「車両停止位置」に停車させ、エンジンを停止し、車両を押して移動すること。
※車両停止位置で止まらなかったり、エンジンを停止せずに通過したものは失格とする
※決勝レース上位3台は、レース終了後速やかに本部テント前に移動し、エンジン排気量の測定のために、シリンダーヘッドを開けること。
2.　走行について
（1）ドライバーは必ず、ドライバーズミーティングに参加すること。無理な追い越しや、悪質な進路妨害、パイロンをむやみに倒しながらの走行は危険走行とみなし、失格とする。
（2）いかなる場合もコースの逆走行やショートカットをしてはならない。
（3）競技途中に故障などで停止する場合は、他車走行の障害にならないようにコース外に停車（この場合はパイロンを倒しても良い）させること。競技時間内に再度、走行する場合はコースオフィシャルの指示に従いコースに戻ること。ただし、エンジンの再始動は、ドライバー本人が行い、コースオフィシャルに手伝わせてはならない。
（4）ドライバーおよびオフィシャルを除き、レース中停止した車両に触れることはできない。触れた場合はリタイアとみなす。
3.　フラッグ（信号旗）について
（1）グリーンフラッグ（青旗）
「24分耐久レース」中、ピットからコースインするときは、この旗の合図でコースインすること。
（2）イエローフラッグ（黄旗）
　コースオフィシャルが持っている旗。コース前方に故障者などがある場合など、走行に注意が必要なときに振られる。この旗が振られている場所から、故障者を通り過ぎるまでの区間は追い越し禁止区間となる。事故やペナルティにもなるので見落とさないように走行すること。
（3）チェッカーフラッグ
　指定周回数または指定時間通過後、レースを終了するときに振られる旗。
（4）レッドフラッグ（赤旗）
　ゴール後、車両停止位置で振られる旗。この旗の位置で車両を止めて、エンジンも停止すること。停止線で止まらなければ、失格とする。
　また、多重事故によりレース続行が不可能となる場合は、レース中断の合図としても振られる。
（5）ブラッグフラッグ（黒旗）
　重大な違反やレース運営に悪影響があると判断された場合に振られる。速やかに減速してコース外の安全な場所に停車させること。
4.　ペナルティについて
（1）失格となるペナルティ
1　大会委員、コースオフィシャルの指示に従わないとき。
2　フラッグ（信号旗）を守らないとき
3　危険走行（無理な追い越しや逆走、悪質な進路妨害など他の競技者に害を及ぼす行為）
4　車両停止線オーバー
5　二回以上のフライングスタート
6　排気量オーバーなどの車両規則違反
7　車両から、部品などの脱落
（2）決勝24分レースにおいて、周回数10周減となるペナルティ
1　一度もピットインしない場合や、30秒間の停止時間を守らなかったとき
2　ピットロードのエンジン停止および始動位置を守らなかったとき
3　ピットレーン内の指定された位置（各校ピット用テント前）以外での給油、整備などを行ったとき
5.　コースオフィシャル
　安全かつ公平に大会を運営するために、各校生徒１名以上、教員は可能な限りコースオフィシャルとして参加すること。また、予選敗退のときには、教員は原則として、コースオフィシャルに参加すること。
　コースオフィシャルは、開会式後のミーティングに参加し、レースの運営を行うこと。
6.　規定の改正または変更
　本大会の大会役員は協議により、本規定を改正または変更することがきる。
　本規定に定められていない事項あるいは明記されていない事項については、大会役員が協議し、委員長が最終的な決定を下すものとする。
7.　異議申し立て
（1）異議申し立てを行う場合は、異議申し立ての対象となる事態の発生から２０分以内に、書面にて各チームの代表者が提出しなければならない。
（2）コース設定、競技内容、パイロンタッチなどに関する異議申し立ては受け付けない。
（3）大会審査委員会（大会役員により構成）の裁定結果は、関係当事者にのみ口頭で通知する。
8.　競技車両の識別
　各チームに割り当てられるゼッケン（受付時に配布）を、競技車両の両側面に識別しやすいように貼り付けなければいけない。車両ごとにゼッケン（A3サイズ）の貼り付け場所を確保しておくこと。（車両規定「ゼッケン」項目参照）
9.　保険
参加チームメンバーは、本大会に関し所定の損害保険に加入しなければならない。主催者、大会役員および主管校が一切の損害補償の責任を免除されていることを承知していなければならない。また、保険適用の可能性が考えられる事由が発生した場合は、その発生時刻より20分以内に本部まで連絡すること。
※20分以内に本部への報告がなければ、保険が適用されません
10.　車検
　車両規定を満たさない場合および車検を受けていないものについては本大会への出場を認めない。
　車検は、引率教員同伴で、ドライバー本人が行うこと。ドライバーはレースできる服装で、学生証、救急箱および消火器を持参のうえ、車検を受けること。
11.　後車検
　決勝レース終了後、上位3台の車両は、本部テントの前でエンジンの排気量の測定を行う。
12.　競技の中止
　大会委員会が強風、豪雨、落雷などで競技の開催または続行が不可能と判断した場合は、競技を中止することがある。
13.　ピットへの立ち入りについて
　安全の確保およびレースの公平をきすため、レース中のピットへの立ち入りはチーム関係者のみとする。
　レース保険無加入のOBや保護者等は会場内への立ち入りを禁ずる。

## 参加チーム持参物
| 健康観察表             | 大会主催者が規定する大会前２週間前の健康状態がわかる書類 参加校ごとににまとめ、封をして開会式までに大会本部へ提出してください。 |
| 消毒液                 | 新型コロナウイルス感染症に有効な消毒液                                                                                          |
| 体温計                 | 検温用 |
| ゼロハンカー           | 車両規定に適合しているか、製作時に確認しておいてください。                                                                      |
| 消火器（１校、１本）   | 大会中は必ずピット用テント内で、すぐ使用できる場所においてください。                                                            |
| 救急箱                 | 大会中は必ずピット用テント内で、すぐ使用できる場所においてください。                                                            |
| テント（体育祭用など） | ピット用テントとして使用します。 準備できないチームは、エントリー時に事務局までご連絡ください。                                 |
| 燃料                   | 市販のガソリンで、レギュラーまたはハイオク。 ※携行缶の取り扱いには十分注意してください。                                        |
| ヘルメット             | ドライバー毎に準備してください。 車両規定に適しているものを使用してください。                                                   |
| グローブ               | ドライバー毎に準備してください。 不燃性の素材、手首まで覆うものを使用してください。 軍手は不可です。                            |
| ドライバーの学生証     | 車検時に、本人確認のため点検します。（レース保険のため）                                                                        |
| 昼食などの食事の手配   | 各チームで、手配してください。                                                                                                  |

## 車両規定
引率教員同伴のもと、レース前に車検を行い、下記の車両規則に満たないものは、出場を認めない。(車検可能時間内であれば、再車検を認める)
車検は、該当車両のドライバーが行うこと。(学生証にて本人確認を行う。)
車検項目:車両、ヘルメット、グローブ、消火器、救急箱、学生証(ドライバーのもの)
・車両サイズ
ハンドル直進状態において、運転者が乗車した状態で、以下の通りとする。
(1)ホイールベース 1500~1700mm
(2)トレッド 900~1100mm
(3)全高 2000mm以下
・フレーム
フレームは全て手作りとする。部分的であってもカート用のフレーム等を使用してはならない。かつ、車体の強度が十分であり、運転者の安全を確保できる構造であること。
運転操作時、いかなる場合も前軸、および後軸より身体の一部でもはみ出さないこと。
(例)ペダル踏み込み時、つま先がはみ出さないこと。フロアより下に容易に足が落ちないような構造であること。
※直径20mm以上の金属パイプが望ましい。
・ロールバー
フレームに溶接部で強固に固定され、万一の転倒時に十分な強度があるものとする。ドライバーが着座した状態で身体より、100mm以上の空間を有し、かつ、頭部の中心から前後300mm以内位置に設置されていること。
※直径20mm以上の金属パイプが望ましい。
・サイドポンツーン
フレームに強固に固定され、万一の転倒時や車両同士の接触時に十分な強度があるものとする。
タイヤ外側面より0~50mm、前後車輪との間隔各50~100mm、車軸から上方50~100mmの位置で車体両サイドに保護ガードを備えること。(12ページ車両レイアウト図参照)
※直径20mm以上の金属パイプが望ましい。
・ショルダーガード
フレームに溶接で強固に固定され、万一の転倒時に十分な強度があるものとする。
車車体両サイドに保護ガードを備えること。(運転者の肩幅より、左右それぞれ100mm以上離して設置すること。)
※直径20mm以上の金属パイプが望ましい。
・エンジン
4サイクル・エンジンを使用し、総排気量は50cc未満で、メーカーの刻印を有していること。吸排気装置、燃料装置の改造および変更は自由とするが、過給機の取り付けや、シリンダー、コンロッドなどの変更による排気量アップは違反とする。
弁開閉機構のカムシャフトは、1本であること。(SV,OHV,SOHC)
・トランスミッション
改造および変更は自由とするが、容易に壊れない構造であること。
電気回路開閉装置(キルスイッチ)
エンジンの停止ができるように、運転席に着座した状態で、容易に操作できる電気回路開閉装置(キルスイッチ)を備えていること。
・マフラー
消音効果が得られるサイレンサー（消音器）を備えていること。また、競技中、騒音が著しく大きく、消音効果が認められない場合は、出場停止もありうる。
直管構造でないこと。
・ホイール、タイヤ
４輪であること。サイズの変更は自由とするが、スパイクタイヤは禁止とする。
ハンドルを一杯に切ったときに、タイヤがフレームやサスペンションアーム等と干渉しない構造であること。
・ハンドル
丸型ハンドルで、操作が容易に行えること。溶接またはボルト締めされ、容易に取り外せないこと。
・ブレーキ
同時に２輪以上作動し、十分な制動力が得られること。
走行中、制動操作が容易に行えること。
・燃料
市販のガソリン（レギュラーまたはハイオク）とし、各校持参とする。
・燃料タンク
十分な耐油性を具備し、容易に燃料が漏れ出さないこと。取り付け位置は、排気管の上部を避けること。
樹脂製のタンクを使用する場合は、転倒時に燃料タンクが破損しないように、金属製の囲いを設けること。
・シートベルト
４点式以上のものを備え、取り付けが強固であること。
３点式を使用するときは、２個使用し、たすき掛けになるように配置すること
・ミラー
左右いずれか若しくは両方に備えられ、後方の車両が確認できること。
鏡面にテープなどで飛散防止対策を施すこと。
・ヘルメット
SNELLまたはJIS C種、JIS2000、MFJ公認などの安全規格に適合し、いすれかのラベルの貼り付けがあるフルフェースを使用すること。
競技中は必ずアゴひもを使用すること
・手袋
不燃性の材質で、手首まで完全に覆うものを使用すること。
（軍手など燃えやすい材質のものは使用不可とする。）
・服装
長袖、長ズボンで、袖や裾などが回転物に巻き込まれる恐れがないもの。
マフラー、サンダル、靴の不着用、足袋など怪我の恐れがあるものは不可とする。
・ゼッケン
ロールバー上部後方に、左右側面から容易に確認可能な場所に貼り付ける場所を確保すること。
ゼッケンは走行中、脱落や回転しないように固定すること。
ゼッケンサイズはA3用紙のサイズ（約297mm×420mm）程度である。
・配線類
電気配線および燃料ホースなどは、容易に外れないようにテープや結束バンドなどで、フレームに固定されていること。
・泥除け（任意）
車両に泥除けなどを装備する場合は、難燃材を使用し、タイヤなど、回転、移動部分に干渉せず、他社との接触や走行の妨げにならない構造とすること。
（ダンボール、厚紙などの燃えやすい材質のものは使用不可とする。）

決勝レース後、上位３台は本部テント前にて排気量の確認をしますので、上位３台の車両は速やかにシリンダーヘッドを外せるように準備しておいてください。

## レースのスケジュール
レースは、決勝前日に車検と試走を行い、次の日に予選と決勝を同日中に行う。決勝は12月第3日曜日に開催され、高校生たちは4月から12月の8か月以内に、新しいゼロハンカーを作り上げる。レースでは予期せぬトラブルも起きるため、メカニック達の腕が試される。真冬であるが、雨が降っても決行となる。そのため、防寒・防水対策をしないと風邪を引くこととなる。

### 前日
車検&テスト走行
マシンはグラウンドに置いておき、各自夕食をとる。翌日の朝食、昼食を購入し、就寝する。

### 大会当日
- 7:30 - 8:30 受付車検
- 8:00 - 8:30 フリー走行
- 9:00 - 開会式
- 9:10 - 9:30 ドライバーズミーティング
- 9:40 - 10:30 一次予選ドラッグレース55台
- 10:45 - 11:30 二次予選（2周レース12ヒート）55台
- 11:45 - 12:15 敗者復活戦（2周レース8ヒート）31台
- 12:15 - 昼食
- 12:45 - 13:30 三次予選（3周レース10ヒート）40台
- 13:30 - 13:50 決勝進出者ミーティング
- 13:50 - 14:00 決勝車両コース内整列
- 14:00 - 14:30 決勝（24分耐久レース）10台
- 14:30 - 15:00 後車検（排気量測定）
- 15:00 - 15:15 閉会式、表彰式
- ＊　各年で少し開催時間が異なることがあります。ゼロハンカー大会に参加される高校の方は、毎年配られる大会のレギュレーションブックを必ずご覧ください。

ゼロハンカーはもちろん公道を走れないため、全ての高校がハイエース、又はトラックをレンタルしてマシンを搬入する。同時に工具、予備パーツなども運ぶ。
前日のテスト走行に来る学校は、生徒と教員のホテルは前もって予約している。遠くからバスで来る生徒たちは、必ずホテルに泊まっている。また、グラウンドの周辺には飲食店が全く無いため、必ず昼食を用意する必要がある。
大会後は、岡山県のローカルテレビにて、大会の様子が放送される(1時間番組)。

## 参戦校
岡山県開催でありながら、西は鹿児島、東は栃木県と、広い地域から参戦している。
溶接機や旋盤などを所有する工業高校からの参戦が主であるが、普通科からも参戦している。